# Notoliparis macquariensis
Notoliparis macquariensis är en fiskart som beskrevs av Andriashev, 1978. Notoliparis macquariensis ingår i släktet Notoliparis och familjen Liparidae. Inga underarter finns listade i Catalogue of Life.